# Avinasa pubescens
Avinasa pubescens is een keversoort uit de familie bladkevers (Chrysomelidae). De wetenschappelijke naam van de soort werd in 1892 gepubliceerd door Martin Jacoby.